# 中国铁路上海局集团
中国铁路上海局集团有限公司，原名上海铁路局，简称上局，亦称长三角铁路，是中国国家铁路集团下属公司。上海局集团管辖的铁道线路主要分布在安徽省、江苏省、浙江省、上海市，是全国客货运输最繁忙的铁路局集团公司之一。
截至2023年，铁路营业里程14321.3公里，其中高铁里程7100.5公里。管内高铁线路有京沪、沪宁、沪昆、杭深、沪蓉、徐兰高速线等，普速线路有京沪、沪昆、陇海、宁铜、新长、皖赣、宣杭、衢九线等；2020年，集团公司配属机车1514台（不含动力集中动车组FXD—J型），其中电力机车726台，内燃机车700台；配属动车组583组，其中“复兴号”动车组159组，CR200J25组；配属普速客车3103辆。
上海局集团公司管内控股合资铁路公司17家、参股合资公司6家、控股合资铁路子公司1家，参股合资铁路子公司3家。控股合资铁路营业总里程6095.5公里，非控股合资铁路营业里程共计2622.7公里。其中包括分别运营萧甬铁路和金温货线的萧甬铁路公司和浙江金温铁道开发有限公司。

## 沿革

### 两路局时期

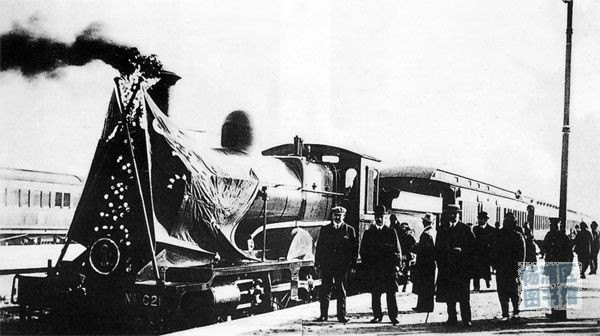
沪宁铁路通车当天，该线路初期由沪宁铁路局管理

光绪二十九年闰五月十五日（1903年7月9日），盛宣怀和中英银公司签订正式《沪宁铁路借款合同》，借款325万英镑，将已经建成的淞沪铁路并入作为支线。光绪三十四年二月（1908年），邮传部铁路总局与中英银公司商改总管理处办事章程，始称沪宁铁路局。派总办1人主持局务；另外设英国籍总管1人。光绪三十四年三月，沪宁铁路全线通车，同月邮传部奏令设立沪宁铁路管理局，任命钟文耀为总办。
民国元年（1912年）1月，中华民国临时政府交通部成立，沪宁铁路管理局移归其管辖（后来续归北洋政府交通部管辖）。民国二年（1913年）2月，江苏都督训令派兵驻防沪宁铁路。同年8月，沪宁铁路刊布客运规则。同年10月，交通部直辖沪宁铁路管理局行政主管的职衔从总办改成局长，钟文耀任局长。民国三年（1914年）1月，沪杭线（上海至枫泾段）收归国有。同年4月，苏、浙两省商办铁路收归国有之后，将沪杭、曹甬两段以及江（干）湖（墅）支线与沪宁铁路合并为沪宁、沪杭甬铁路管理局（简称两路局）。民国5年（1916年）12月，沪宁沪杭甬两路联络线接轨通车。
民国9年（1920年）2月，《沪宁沪杭甬两路客车运输规则》刊布。同年7月，沪宁沪杭甬铁路局与国内各铁路局办理货物联运。同年11月28日，两路局成立储蓄协济会，两路员工均可参加。
民国16年（1927年）3月12日，上海铁路工人为配合上海工人第三次武装起义，在真如站拆毁线路，阻碍直鲁联军运输。3月21日，上海总工会发布了总同盟罢工命令。沪宁、沪杭甬两路全体员工参加总罢工，并分为三队参加了武装起义。3月28日，两路总工会在上海成立，孙津川、沈干城当选为正、副委员长。4月9日，两路总工会被国民革命军第二十六军查抄，工会骨干19人被逮捕，工人武装的枪支弹药遭到收缴。
民国17年（1928年）6月，中国国民党在两路局设立特别党部。同年8月，铁路各单位成立“铁路工会整理委员会”，属特别党部领导。
民国18年（1929年）10月18日，沪宁铁路改称京沪铁路。两路局更名京沪、沪杭甬铁路管理局。同年12月，京沪、沪杭甬两路设保安警察大队。民国19年（1930年）1月27日，南京国民政府向中英银公司交涉，修订京沪铁路借款合同。中英银公司同意放弃借款合同享受分配余利的权利，改为按年付给酬金；同意裁撤英籍总管一职，仅保留工务、会计两处的英国籍处长，其他各处处长由中国人担任。
民国22年（1933年）8月，两路局在上海市内设营业所，发售客票，代办包裹、行李以及零担货物运送业务。民国23年（1934年）6月，国民政府监察院审计部在两路局设审计办事处。民国25年（1936年）9月，两路局新办公大楼竣工。

### 从抗战到内战

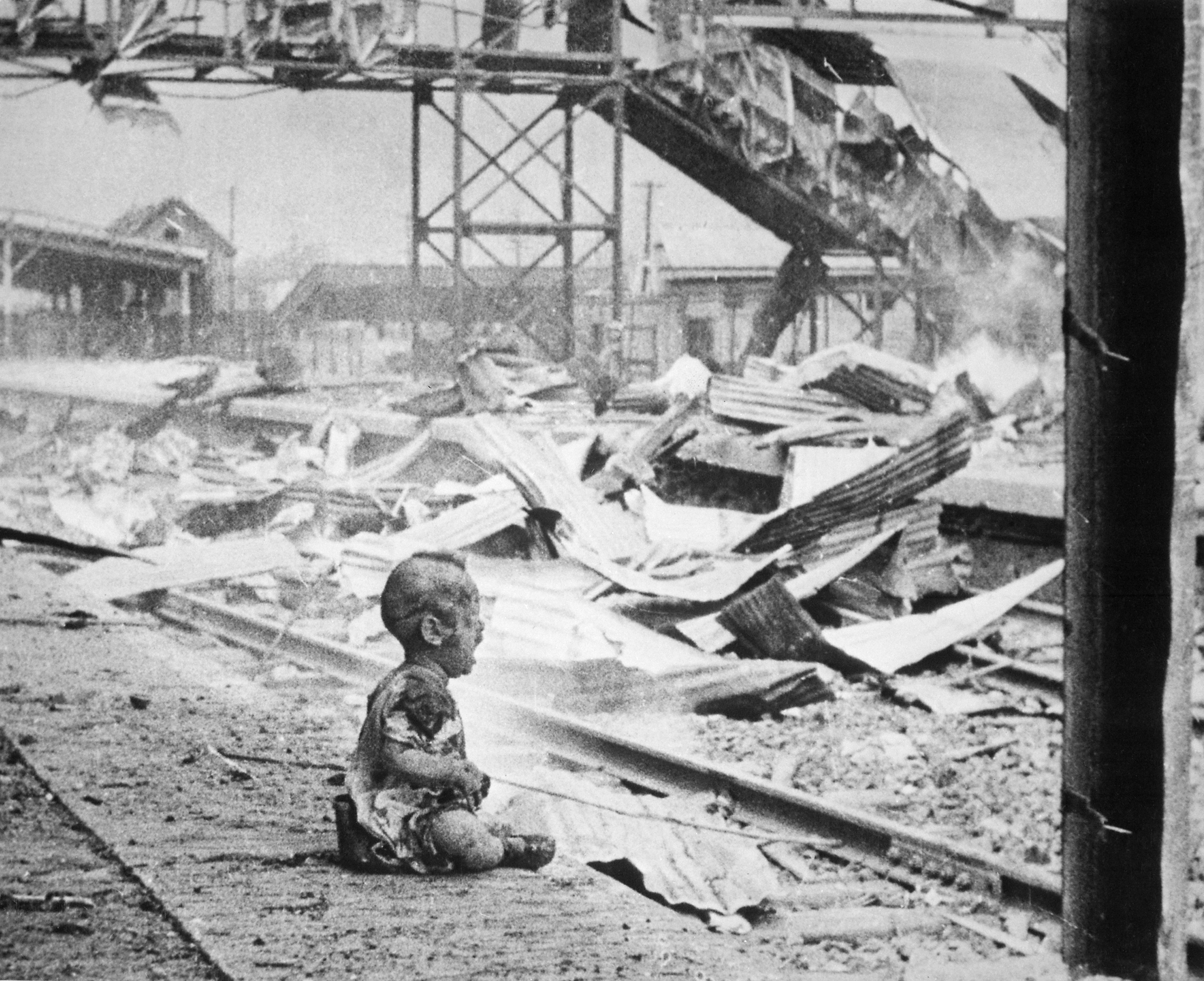
《日军轰炸后的上海南火车站》，1937年8月28日

民国20年（1931年）9月九一八事变后，两路局工人组织抗日联合会以及抗日义勇军。民国21年（1932年）1月28日，日军进攻上海，一·二八事变发生。京沪线自昆山以东、沪杭线莘庄以北均沦为战区，车站、机厂、桥梁、轨道、机客货车等遭严重破坏。员工死14人，伤11人。两路局办公楼遭严重破坏，铁路运输中断。同月，一·二八淞沪抗战开始后，两路工人在战火中保护路产，抢修车辆，并捐款和赠衣，慰问抗日将士。同年6月，京沪、沪杭甬铁路恢复通车。
抗日战争全面爆发后，民国26年（1937年）8月13日，日军进攻上海，八一三事变发生，在日军轰炸下两路局办公大楼遭严重破坏。同年8月28日下午2时许，4架日机轰炸上海南站，候车室难民死伤数百，站台及天桥被炸毁。10月27日，日军占领上海北站、麦根路车站。同年，日军井上冈部队武装占领铁路，实行军事管制。
民国28年（1939年）4月30日，日军在上海成立华中铁道株式会社（简称“华铁”），上林市太郎任总裁，管辖沪宁、沪杭线、津浦线南段、淮南线、苏嘉、江南线、浙赣线东段等。原日军井上冈部队大部人员转为“华铁”员工。民国29年（1940年）3月30日，汪精卫政权在南京成立，随后将华中铁道株式会社改为华中铁道股份有限公司（简称“华铁”），郑洪年任总裁。同年7月，两路局办公大楼被日本海军陆战队租界部队本部占用。
民国34年（1945年）8月15日日本投降。次日，华中铁道员工会成立，杨展大（中共党员）当选为主席，并发出《告员工书》，号召华铁员工护路保产，防止破坏。9月1日，国民政府交通部派陈伯荘为京沪区交通特派员，办理接收两路事宜。9月5日至6日，在上海北站举行两路员工代表大会，成立“京沪、沪杭甬两路员工会”。10月1日，国民政府交通部正式任命陈伯荘为华中铁路管理委员会主任。
民国35年（1946年）3月1日，撤销华中铁路管理委员会，成立京沪区铁路管理局。陈伯荘任局长。
民国37年（1948年）1月1日，上海储运局与交通部上海材料储转处合并成立交通部上海材料储运总处。同年12月1日，中华民国政府对京沪、沪杭铁路实施戒严。同年底，中国人民解放军在前线不断胜利，京沪区铁路管理局局长陈伯荘离职出走，局长职务由警务处长王兆槐接任。
民国38年（1949年）2月6日，戚墅堰机厂员工罢工。上海地区以及镇江、常州、杭州等地的铁路员工相继响应，2月16日全局性罢工爆发。两路当局要求工人派代表来上海谈判，2月17日当局同意了工人提出的条件，罢工胜利。
民国38年（1949年）2月，中共上海地下组织决定重建铁路地下党组织。同年5月，铁路地下党成立总支委员会，书记沈正光、副书记程念樑，并成立了中共的外围组织“职工联合会”。5月9日，中共上海铁路地下组织领导下的《职工通讯》创刊。5月19日，两路警务处警士、中共地下党员崔泰灵在宋公园（今闸北公园）被处决。5月26日下午8时，在上海战役中，中国人民解放军攻占京沪区铁路管理局大楼（今上海市天目东路80号1号楼）。

### 国有化
1949年5月27日，中国人民解放军上海市军事管制委员会铁道处处长黄逸峰、副处长赵锡纯、于洲、于化琪等人率领军代表、联络员32人接管京沪区铁路管理局。同日，中国人民解放军上海市军事管制委员会铁道处接管交通部上海材料储运总处。同日，上海至南京铁路恢复通车。
1949年6月1日，中国人民革命军事委员会铁道部命令，成立江南铁路管理局，黄逸峰任局长，赵锡纯任副局长。同日，中国共产党江南铁路管理局委员会成立。6月2日，中华全国总工会江南铁路工作委员会（对外称职工筹委会）成立，于洲任主席。6月23日，江南铁路管理局开始试行机车包乘制、机车包检包修制、机务材料负责制、站务负责制以及新养路法。7月1日，自1937年起已中断12年的上海—北平直达客车恢复通车。
1949年7月8日，筹建上海铁路管理局，同时成立了上海铁路管理局政治部，林岩任政治部主任。8月1日，中国人民革命军事委员会铁道部上海铁路管理局（以下简称路局）成立，黄逸峰任局长。同时撤销了江南铁路管理局。8月19日，中国共产党上海铁路管理局委员会（以下简称路局党委）成立，谭光廷任书记、上海铁路管理局政治委员。8月23日，中共中央华东局财经委员会通知，由中共中央华东局直接领导路局党的工作。9月1日　中国人民革命军事委员会铁道部材料局上海办事处成立。9月22日，此前已由中国人民解放军上海市军事管制委员会铁道处接管的浙赣、津浦、平汉、成渝、粤汉、台湾等各铁路驻沪办事处移交给铁道部材料局上海办事处统管。10月5日，中国新民主主义青年团上海铁路工作委员会成立。11月8日至11日，路局召开庆功大会，表彰在上海铁路解放前后为人民铁道事业立功的职工。11月30日，路局更名为中央人民政府铁道部上海铁路管理局。
1958年6月17日起，铁道部与各省、自治区、直辖市对各铁路局实行双重领导。6月21日，上海铁道学院以及上海铁道医学院成立。12月24日，上海铁道科学研究所成立。
1959年6月1日，上海铁路局改成上海铁路总局（以下简称“总局”），下设蚌埠、南京、杭州铁路局以及上海铁路办事处。各局受总局与局所在地的省、市双重领导。
1962年1月1日，总局所属的上海铁道学院、上海铁道医学院转归铁道部直接领导。
1963年4月1日，上海铁路总局更名上海铁路局（以下简称“路局”），同时撤销南京、上海、杭州三个办事处，成立蚌埠、南京、上海、杭州、南昌五个铁路分局，隶属上海铁路局领导。全局管辖里程2664.9公里。
1965年7月1日，路局和分局两级机关体制改革，路局机关由原先的28个处、室、所调整为20个处、室，定员减少三分之一以上；分局机关由原来的2室10科调整为2室7科1所。

### 文革时期

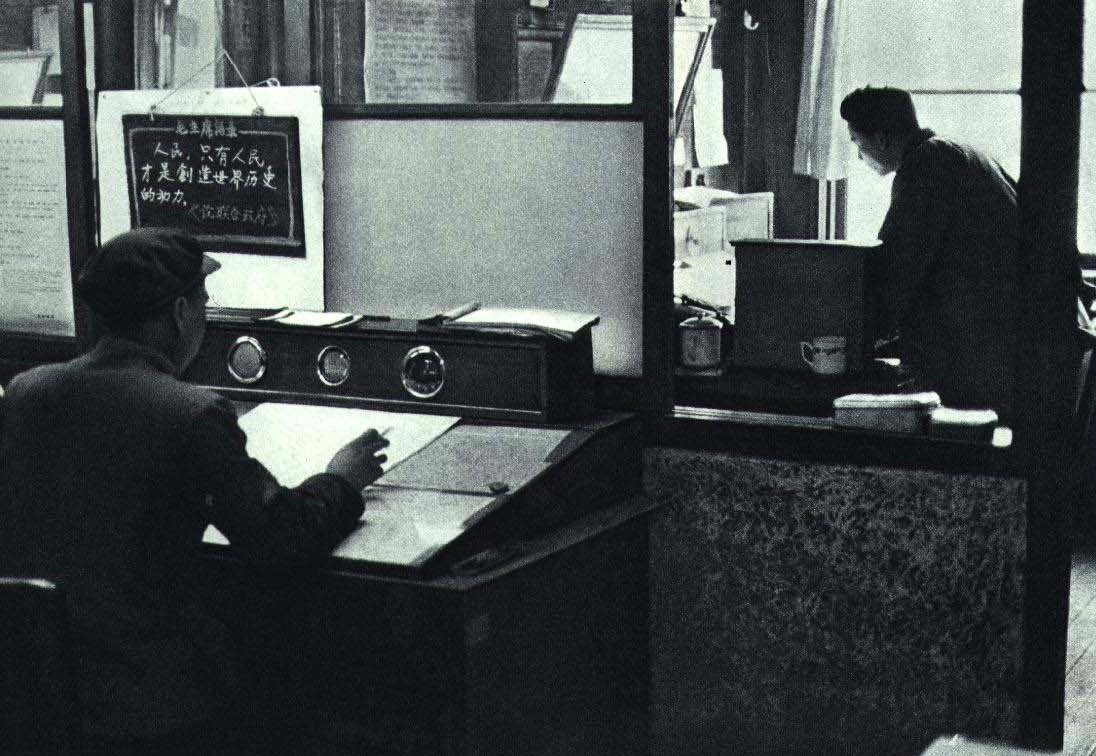
1967年上海铁路局调度室

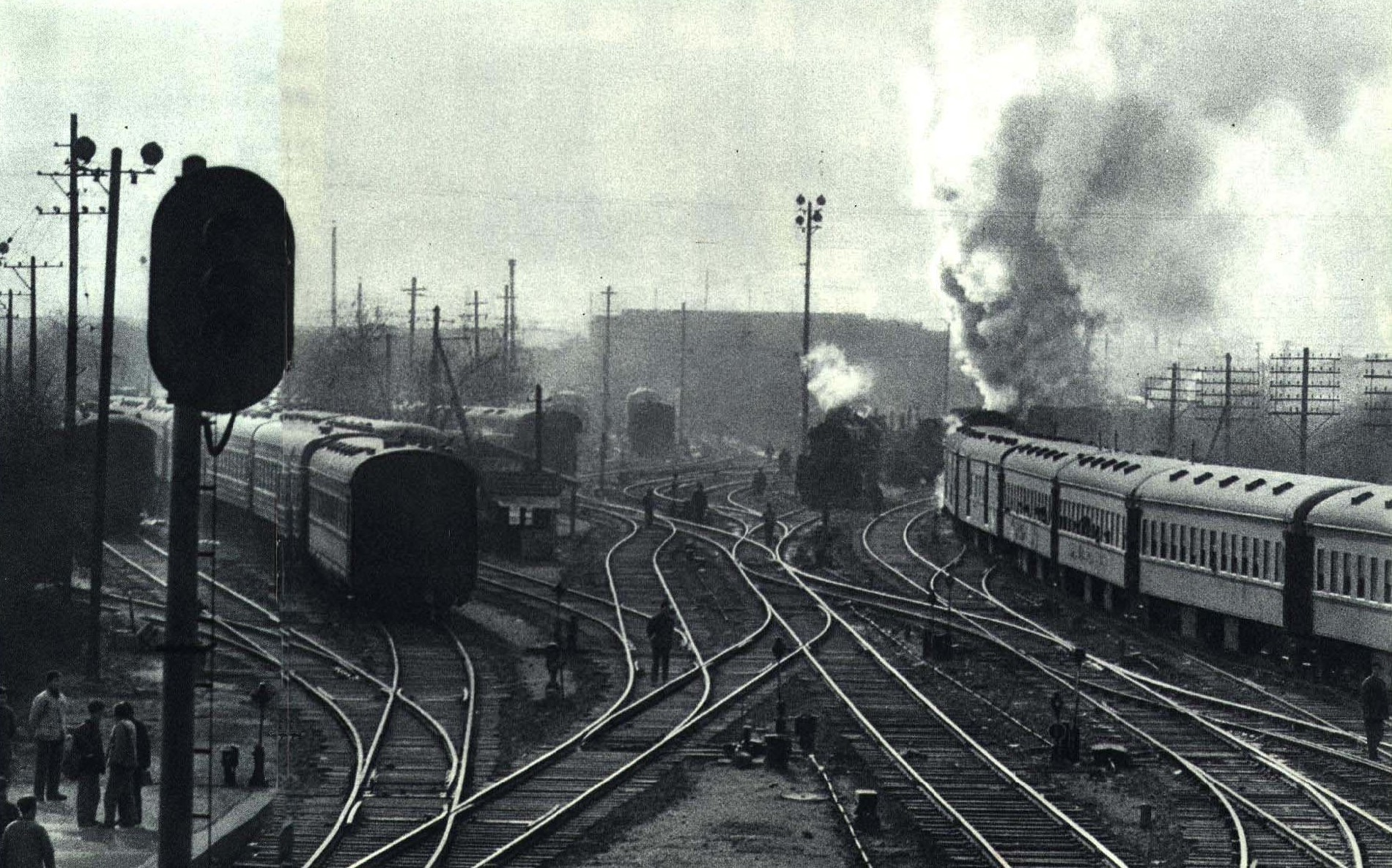
1967年上海火车站，现上海宝山路客技站

1966年6月15日，路局党委“文化大革命”办公室成立。9月16日，为适应文革中的师生大串连需要，根据铁道部令，自零时起增加北京—上海列车7对，北京—南昌列车2对，北京—福州列车1对。10月29日，上海站—昼夜上下车的大串连师生16.2万余人。11月10日，“上海工人革命造反总司令部”王洪文等人在安亭站制造拦车事件（安亭事件），沪宁线中断行车30余小时，上海36趟客、货列车无法发出，外地开往上海的近百趟客、货列车被阻停在沿线各站。
1967年1月12日，“上海工人革命造反总司令部铁路联合指挥部”（简称“铁联”）夺取路局的党、政大权，宣布路局一切权力自1967年1月12日1时20分起归“铁联”所有。1月14日，“铁联”派出造反队员进驻路局机关各处、室、部、委。3月29日，上海铁路局生产第一线指挥部成立，4月13日改称上海铁路局抓革命、促生产第一线指挥部。7月17日，中国人民解放军上海警备区派出毛泽东思想宣传队进驻路局。1968年1月8日，上海警备区对上海铁路局及上海铁路分局实施军管，柴书林任路局军管会主任。2月17日，铁道部材料局上海办事处更名为铁道部上海物资代办站。4月30日，上海铁路局革命委员会成立，李云龙（解放军代表）任主任。5月2日　上海铁路分局革命委员会成立，王西元（解放军代表）任主任。6月6日，路局军管会、革委会部署开展“清理阶级队伍”运动。9月10日，路局机关大、小班子分开；路局革委会的办事机构称为小班子，工作人员80人；大班子组成10个战斗队，任务是学习和开展“斗、批、改”。同日，铁道部上海物资代办站业务归口上海铁路局领导。10月19日，上海市工人毛泽东思想宣传队（“工宣团”）进驻路局及上海分局机关。
1969年1月1日，路局将直属的段、站、厂、场和学校等基层单位全部划交所在地的铁路分局领导。9月18日，路局革委会、军管会举行大会，动员机关干部“四个面向”（即面向农村、面向工矿、面向上海市文教系统、面向基层）。
1970年7月24日，因铁道部撤销，上海铁路局改归交通部领导。8月20日，交通部分配上海铁路局抽调汽车运输、工地医院、长途通讯等专业职工220人分批出国，援建坦赞铁路。4月1日，由上海铁路局领导的上海铁路物资储运代办站改由交通部直接领导。
1975年11月1日，路局机关机构改革，成立上海铁路局政治部，并将上海铁路局革委会的组、室改成处、室，处内设科。
1978年12月6日，路局党委在上海铁路文化宫举行揭批林彪、江青反革命集团罪行大会，对“三委一室”（即原两路局的章则委员会、福利委员会、应变委员会和第二秘书室）4个集团性错案、冤案予以平反。12月16日　路局党委举行上海地区干部群众大会，深入揭批林彪、江青反革命集团罪行，为“沈正光、程念樑、严福昌集团”错案平反。12月18日，中国火车头体育协会上海区理事会恢复组织并恢复活动。

### 市场化改革
1981年12月15日，上海铁路运输中级法院成立。12月，全国铁路运输检察院上海分院成立，检察工作受全国铁路运输检察院领导。上海铁路运输检察院也随后成立。1982年5月1日，全国铁路运输检察院上海分院与上海铁路运输中级法院开始正式办案。1982年1月9日，上海铁路运输法院成立。
1982年2月15日，铁道部批准上海铁路局自1982年起扩大经营管理自主权，实行经济责任制试点。
1983年8月11日，上海铁路局被国家经委评为1982年提高经济效益显著的全国64个工业交通企业之一。
1986年1月20日，上海铁路局被全国企业整顿领导小组和国家经委命名为“全国企业整顿先进单位”。6月30日，中共上海市委在纪念中国共产党诞生65周年大会上，向上海列车段沪京直达特快车队党总支授予“先进党支部”称号。7月1日，路局与7个分局建立计算机网络，实现了分局、路局、铁道部三级计算机联网。11月，铁道部决定撤销鹰潭分局。12月30日，铁道部华东铁路建设指挥部在上海成立。
1988年3月24日14时19分，311次（南京西至杭州旅客快车）冒出沪杭外环线匡巷站出站信号机，同208次（长沙至上海旅客快车）发生正面冲突重大事故，旅客伤亡56人（其中死29人、重伤7人、轻伤20人），中断正线行车23小时07分。
1991年9月15日，国务院企业管理指导委员会批复上海铁路局为国家二级企业。
1994年，上海铁路局进行了工商登记。
2005年，在刘志军主导下，铁道部全面撤销全国所有铁路分局，并大规模撤并机务段。在上海铁路局，蚌埠机务段并入南京东机务段；金华机务段并入杭州机务段；芜湖机务段并入合肥机务段；南翔机务段并入上海机务段。

### 2017年改制后

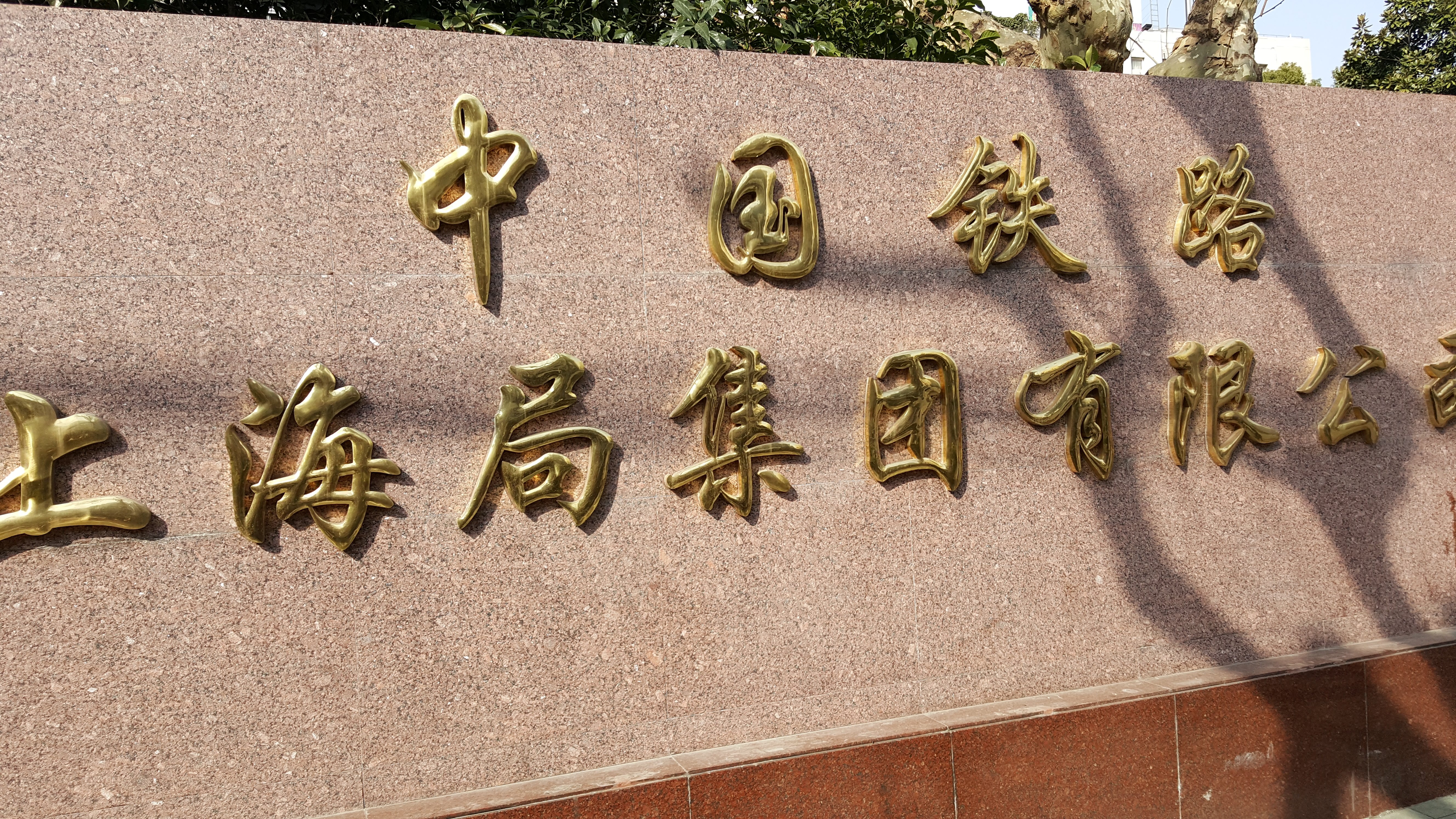
中国铁路上海局集团有限公司门牌

2017年11月4日，经国家工商行政管理总局核准，上海铁路局名称变更为中国铁路上海局集团有限公司（（国）名称变核内字[2017]第5285号）。
2017年11月16日，在国家企业信用信息公示系统中，中国铁路上海局集团有限公司已完成工商登记变更。工商登记变更后，中国铁路上海局集团有限公司仍为中国铁路总公司100%控股的公司，公司由原先的全民所有制企业变成有限责任公司（非自然人投资或控股的法人独资）企业，注册资本由原先的3351.02856亿变更为3988.3439亿人民币，经营范围不变。
2017年11月19日，中国铁路上海局集团有限公司正式挂牌。

## 管辖变动
上海铁路局成立时管辖有津浦铁路南段、浙赣铁路东段、沪宁铁路、沪杭铁路、江南铁路等线路。1958年1月1日，路局管界调整，浙赣线K192以西（不包括金华站）原属上饶铁路分局管内317公里划归新成立的南昌铁路管理局管辖；津浦线K829以南包括蚌埠站和淮南全线划交上海铁路管理局。
1959年6月1日，上海铁路总局与南昌铁路局分界点改为浙赣线的新塘边站（新塘边站隶属上海铁路总局），全局管辖里程1707.975公里。1960年3月1日，上海铁路总局原辖的蚌埠铁路局划归铁道部直接领导。上海局与蚌埠局的划界，自津浦线东葛站（属上海局）以北，宁铜线慈湖站（属上海局）以西划出，全局管辖里程1244.376公里。
1963年4月1日，原蚌埠铁路局及南昌铁路局撤销，其管辖的津浦线蚌埠站以南（包括蚌埠站）及淮南、大八、宁铜（慈湖至芜湖段）、浙赣线下镇站至姚家坝站及南浔、丰城、高坑等线共827.3公里并入上海铁路局。
1965年6月1日，南昌铁路局再次成立，两局分界在浙赣线K186.500处（金华站信号机外），1972年1月1日改为新塘边站分界；1975年10月1日，铁道部调整上海、济南两局管界，津浦线符离集站和符夹线新河站均属上海铁路局。具体分界在津浦线褚庄集站与符离集站之间K726+000处和符夹线新河站与陇海线的夹河寨站之间K82+500处。
1984年10月1日，中共铁道部党组转发国务院办公厅通知，决定从1984年10月1日起，撤销南昌铁路局，并入上海铁路局，与广州铁路局在浙赣线老关站与醴陵站间K889+500处分界。调整后的上海铁路局下设蚌埠、南京、上海、杭州、鹰潭、南昌、福州7个分局。1996年，再一次成立南昌铁路局，原上海铁路局管内的南昌分局归南局管辖。2004年，福州铁路分局和南昌铁路局合并，南昌铁路局管辖江西省和福建省全境铁路及湖北省、湖南省境内部分铁路。
2008年3月18日，济南铁路局管辖的江苏省境内铁路和站段（包括徐州机务段）划归上海铁路局，相当于原徐州分局江苏部分的所属站段。陇海线东到连云站、西到虞城县站，京沪铁路北到利国站划归上海铁路局管辖。

## 机构设置

### 机务段
机务段负责铁路机车的运用、检修和维护工作，当中分为乘务部门和检修部门，乘务部门是司机负责执乘工作，检修部门负责日常的机车保养。
- 南京东机辆段（宁东段）
  - 由原南京东机务段和合肥车辆段的南京、南通、泰州车间组成
- 上海机辆段（沪段）
  - 由原上海机务段兼并上海车辆段的上海、上海南车间组成[13][14]
- 杭州机辆段（杭段）
  - 由原杭州机务段和上海车辆段的杭州、宁波车间组成[15]

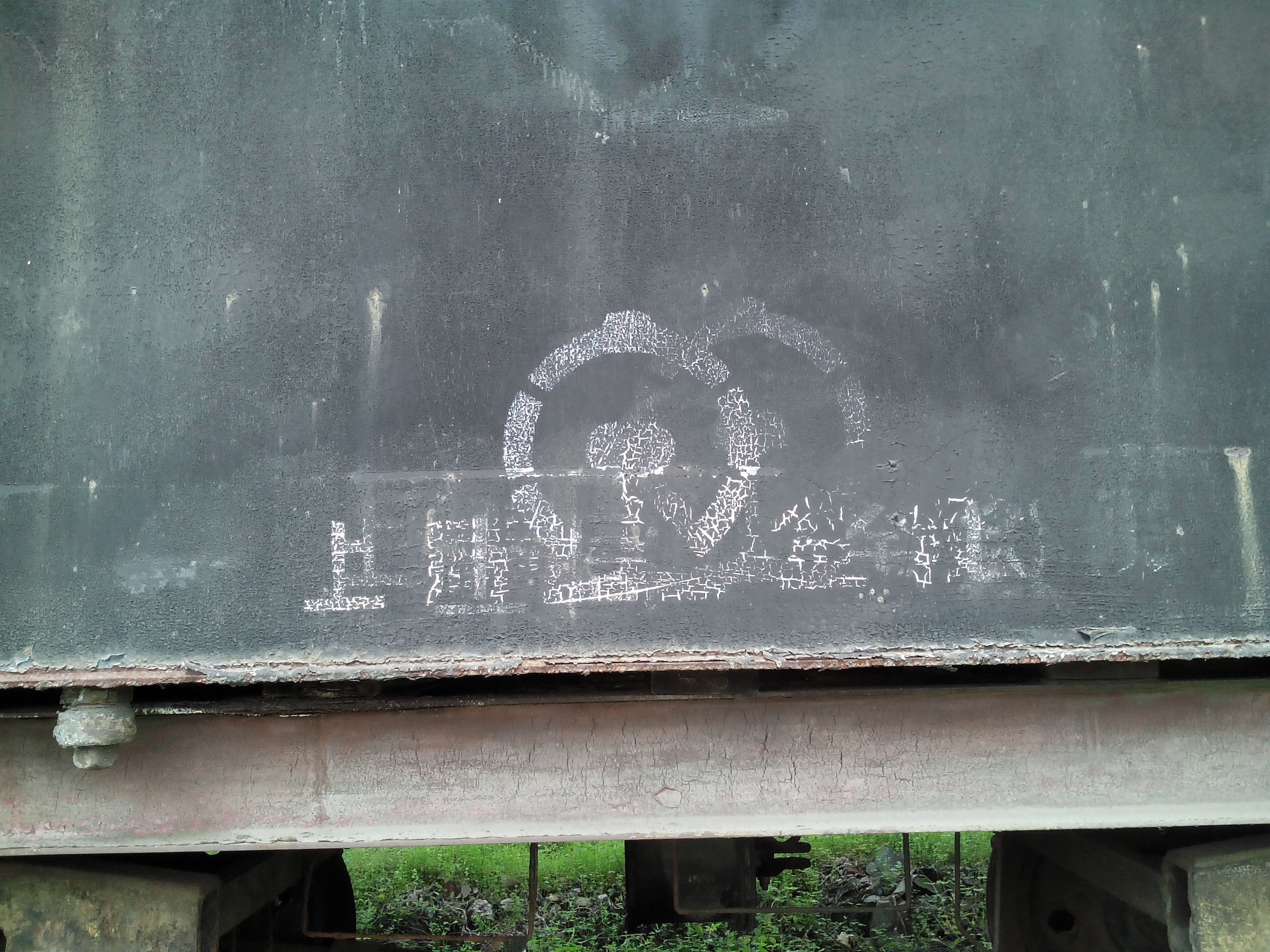
原金华机务段内建设型蒸汽机车的上铁金段段标

- 合肥机务段（合段）
- 徐州机务段（徐段）

现已撤销的机务段
- 南翔机务段（翔段）
- 南京机务段（宁段）
- 金华机务段（金段）
- 芜湖机务段（芜段）
- 蚌埠机务段（蚌段）
- 淮南机务段（淮段）
- 上饶机务段（饶段）
- 阜阳机务段（阜段）
- 合九鐵路有限責任公司机辆部（上局合九）
- 新長鐵路有限責任公司机辆部（新长铁路）

### 车辆段
- 合肥车辆段[16]
  - 合肥运用车间：上局合段/上局合武
  - 阜阳运用车间
  - 安庆运用车间：上局合九
  - 徐州运用车间：上局合段（徐）
  - 设备车间

货车车辆段
- 南京东车辆段：包括南京东检修车间、徐州北检修车间、南京东运用车间、徐州上行运用车间、徐州下行运用车间、连云港运用车间、蚌埠运用车间、南京设备车间、徐州设备车间、动态检测设备车间等10个车间[17]。
- 杭州北车辆段
  - 杭州北运用车间：上局杭北段
  - 上海运用车间：上局杭北段（沪）
- 阜阳车辆段

#### 动车段

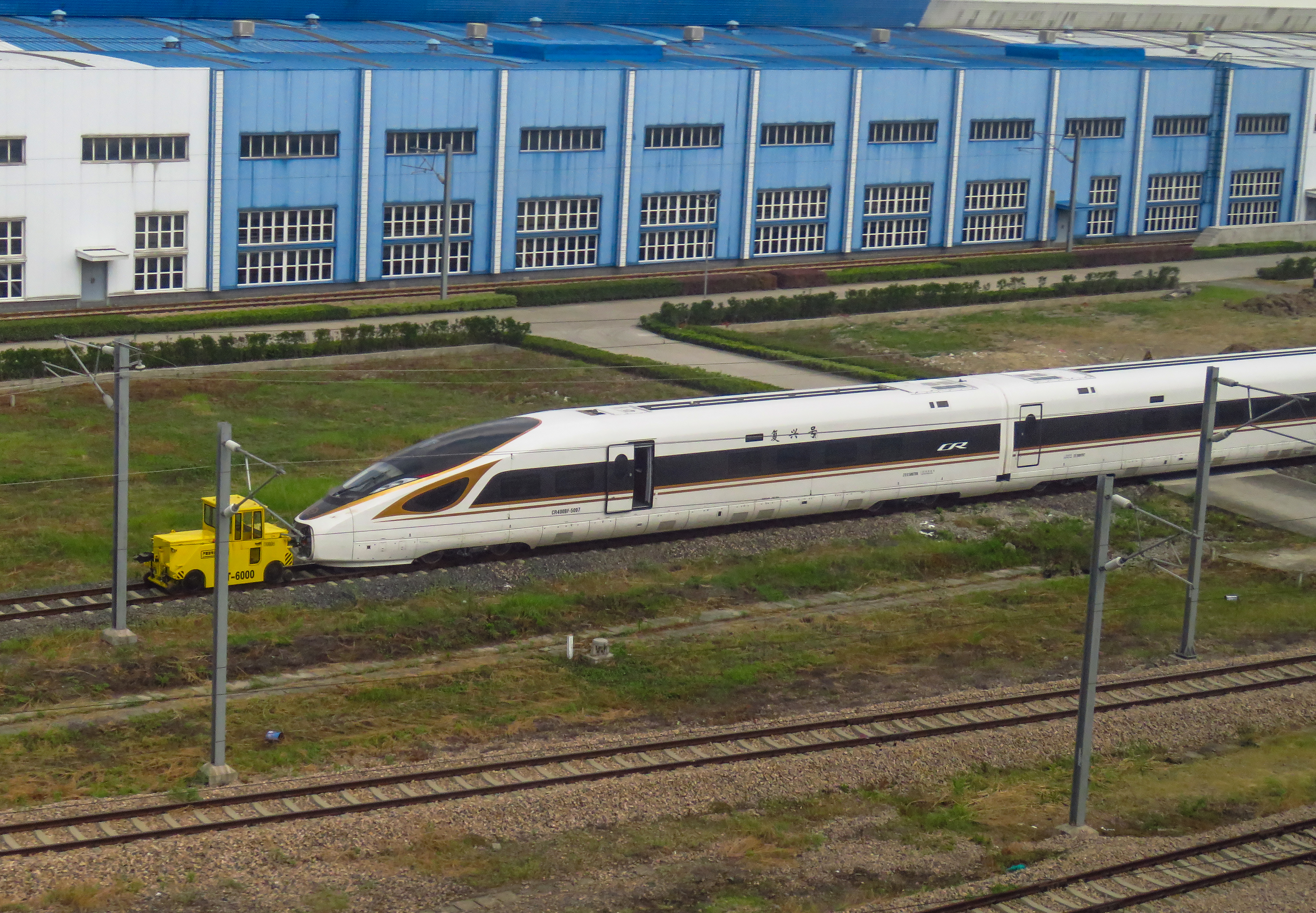
上海动车段（虹桥）内停靠的CR400BF型电力动车组

动车段负责大规模、大范围、各个等级（一级至五级）的动车组检修工作，主要作为客运专线的动车检修基地，上海动车段设置在南翔编组站附近。2016年3月28日，南京动车段成立，原属上海动车段管理的南京、南京南、合肥南动车运用所将属于南京动车段管辖。

#### 上海动车段
- 上海虹桥动车运用所
- 上海南翔动车运用所
- 上海南动车运用所
- 杭州动车运用所
- 杭州西动车运用所
- 宁波动车运用所

#### 南京动车段

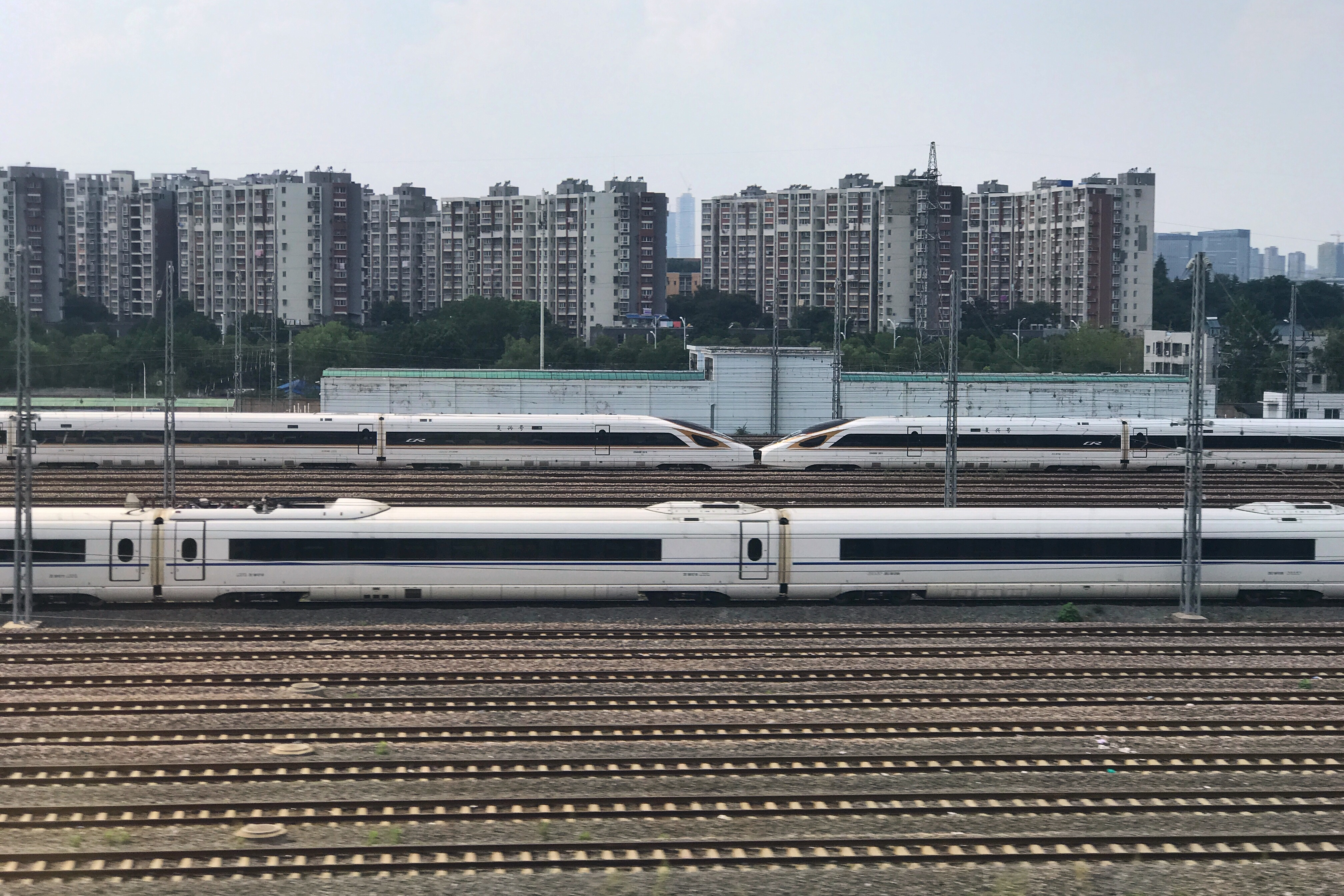
南京南动车运用所

2016年3月28日从上海动车段分立，主要负责江苏、安徽地区动车运用和一二级修等工作。南京动车段目前拥有的动车运用所有南京动车运用所、南京南动车运用所、合肥南动车运用所、徐州东动车运用所。南京动车段机关本部设置在南京市雨花台区大定坊南京南动车运用所内。
- 南京南动车运用所
- 南京动车运用所
- 合肥南动车运用所
- 徐州东动车运用所
- 南通动车运用所

### 管理站段
| 站段名称                                          | 管辖范围 | 站段名称     | 管辖范围 |
| ------------------------------------------------- | --- | ------------ | --- |
| 直属站                                            | |              | |
| 上海直属站                                        | 上海站、上海虹桥站、上海南站；沪宁城际铁路安亭北至上海西；沪苏湖高速铁路上海松江、练塘；安亭西站；金山北站                                                             | 南翔直属站   | 南何铁路、北杨铁路、新闵铁路、浦东铁路、金山铁路中间站；京沪铁路安亭至江桥镇；沪昆铁路封浜至新桥、石湖荡至嘉善；莘庄站                                                                                           |
| 南京直属站                                        | 京沪铁路、仙宁铁路、沪汉蓉客运专线、南京客（货）线、沪宁城际高铁、京沪高铁、宁安客运专线南京境内的客运车站以及宁杭高铁江苏省内的车站；沪宁沿江高速铁路句容站           | 南京东直属站 | 京沪铁路东葛至林场、兴卫村至龙潭站；宁铜铁路南京东至铜井；栖霞山北、尧化门；南京北、浦镇、梅桂营 |
| 杭州直属站                                        | 杭州站、杭州东站、杭州南站、杭州西站；沪昆铁路杭州绕行线钱塘江至萧山；杭黄客运专线富阳至千岛湖；杭温高速铁路富阳西、桐庐东                                             | 乔司直属站   | 沪昆线临平站至笕桥站；沪昆杭州绕行线笕桥站至南星桥站（除杭州站）；宣杭北环线自行宫塘站至乔司站；宣杭老线仓前站至艮山门站                                                                                         |
| 苏州直属站                                        | 京沪铁路、沪宁城际铁路、京沪高速铁路、沪苏通铁路、沪宁沿江高速铁路和沪苏湖高速铁路苏州境内车站                                                                         | 无锡直属站   | 京沪铁路、沪宁城际铁路、京沪高速铁路、新长铁路和沪宁沿江高速铁路无锡境内车站 |
| 常州直属站                                        | 京沪铁路、沪宁城际铁路、京沪高速铁路和沪宁沿江高速铁路常州境内车站 | 镇江直属站   | 京沪铁路、镇瑞铁路、沪宁城际铁路、京沪高速铁路和连镇铁路镇江境内车站 |
| 合肥直属站                                        | 沪汉蓉客运专线（宁西铁路）全椒至墩义堂；合蚌客运专线合肥北城至合肥、合肥西至合肥南                                                                                     | 蚌埠直属站   | 京沪铁路唐南集至担子间共19个车站和京沪高速铁路宿州东至滁州4个车站 |
| 徐州直属站                                        | 徐州南站、窑场站；郑徐客运专线砀山南至徐州东；徐盐客运专线徐州东至睢宁                                                                                                 | 徐州北直属站 | 徐州西站、铜山站、杨屯站；徐州北环线中间站 |
| 淮南西直属站                                      | 阜淮铁路颍上至淮南、淮南铁路淮南至水家湖、水蚌铁路李楼至水家湖、西张铁路淮南西至张楼、合蚌客运专线淮南东至水家湖；商杭客运专线颍上北至水家湖                           | 阜阳北直属站 | 京九铁路王楼至阜南、阜淮铁路口孜集至袁寨、阜六铁路清凉寺至六十里铺、商杭客运专线芦庙至阜阳西站、郑阜高速铁路界首南至阜阳西站                                                                                     |
| 芜湖东直属站                                      | 宁铜线安江站至芜湖东站 |              | |
| 车务段                                            | |              | |
| 徐州车务段                                        | 陇海铁路大湖至连云、夹河寨至虞城县；京沪铁路利国至茅村、高家营至夹沟、青盐铁路赣榆北至射阳、连镇客运专线董集至灌南；徐连客运专线大许南至连云港                         | 淮北车务段   | 符夹铁路新河至符离集、京沪铁路符离集至芦岭、青阜铁路青龙山至插花 |
| 合肥车务段                                        | 淮南铁路戴集至裕溪口、合九铁路桃花店至濯港（除合肥西站）；合福客运专线长临河至无为；合九客运专线肥西-黄梅南                                                            | 芜湖车务段   | 皖赣铁路芜湖至倒湖、宣杭铁路宣城至广德、铜九铁路狮子山至香隅、宁铜铁路芜湖至铜陵；合福客运专线铜陵北至黄山北、宁安客运专线马鞍山东至池州；三阳站；上周村；合杭高速铁路含山南至广德南；杭昌客运专线黄山北至祁门南 |
| 嘉兴车务段                                        | 沪昆铁路嘉兴东至长安镇、沪昆客运专线嘉善南至临平南、宣杭铁路泗安至石濑、长牛铁路煤山至长兴南、杭宁客运专线长兴至德清西；安吉站；沪苏湖高速铁路湖州南浔至湖州           | 宁波车务段   | 萧甬铁路夏家桥至宁波、杭深线绍兴北至苍南、甬金线云龙站至嵊州西；杭台高速铁路、宁波北环线、北仑铁路所有车站；杭温高速铁路仙居至温州南                                                                             |
| 金华车务段                                        | 沪昆铁路湄池站至新塘边站，沪昆客运专线诸暨至江山；金千线、新金温铁路东孝至青田；衢九铁路衢州至杨林；衢宁铁路衢州东至庆元；甬金线东阳北至义乌；杭温高速铁路浦江至磐安； | 新长车务段   | 新长铁路新沂南至靖江南、宁启铁路浦口北至吕四、宿淮铁路朱庄至韩圩、海洋铁路西场至北渔、徐盐客运专线宿迁至盐城、连镇客运专线涟水至扬州东、沪苏通铁路赵甸至南通西                                                   |
| *金温铁路、南京城北铁路环线等地方铁路站段不在此列 | |              | |

### 客运段

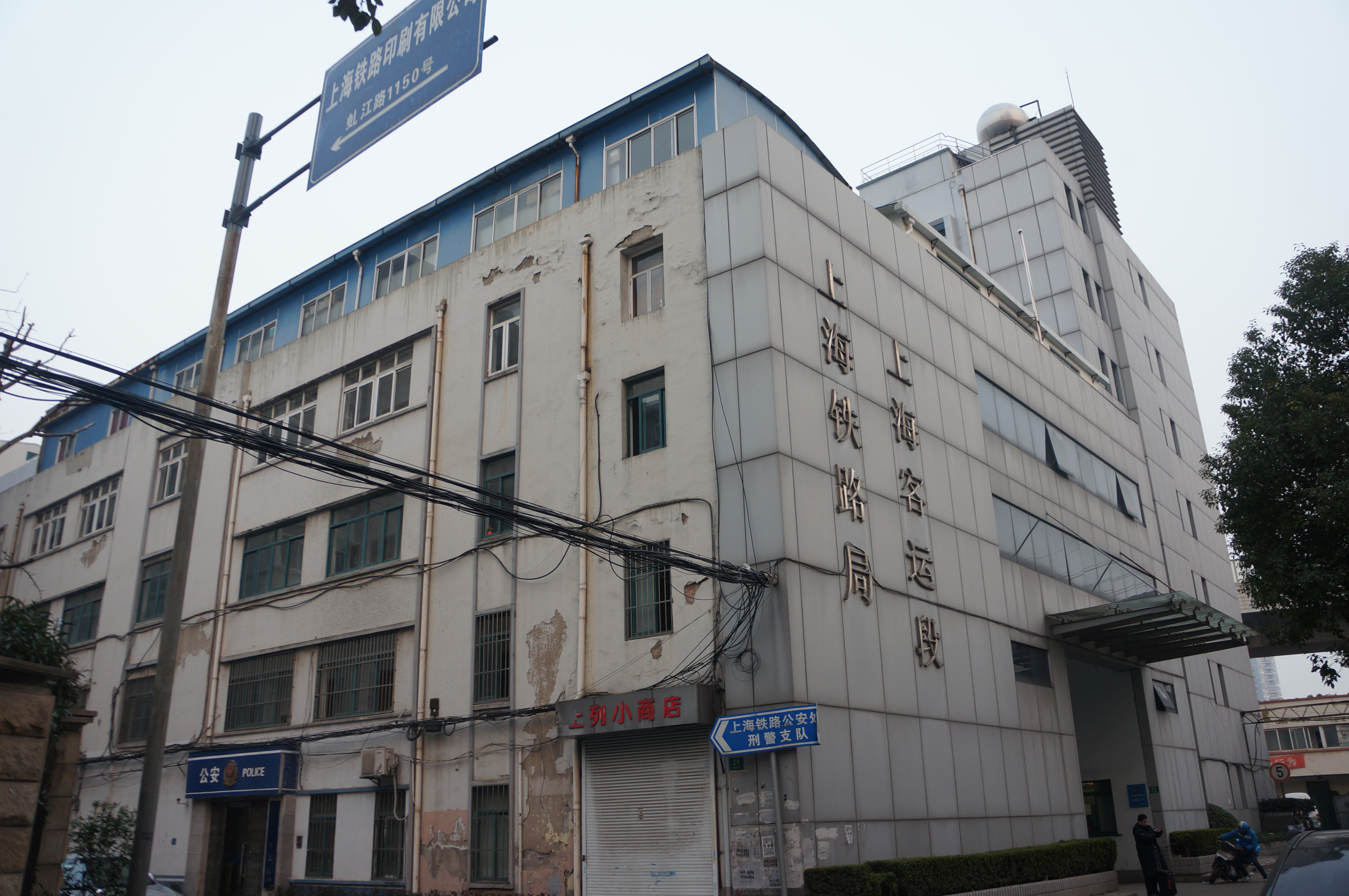
上海客运段机关

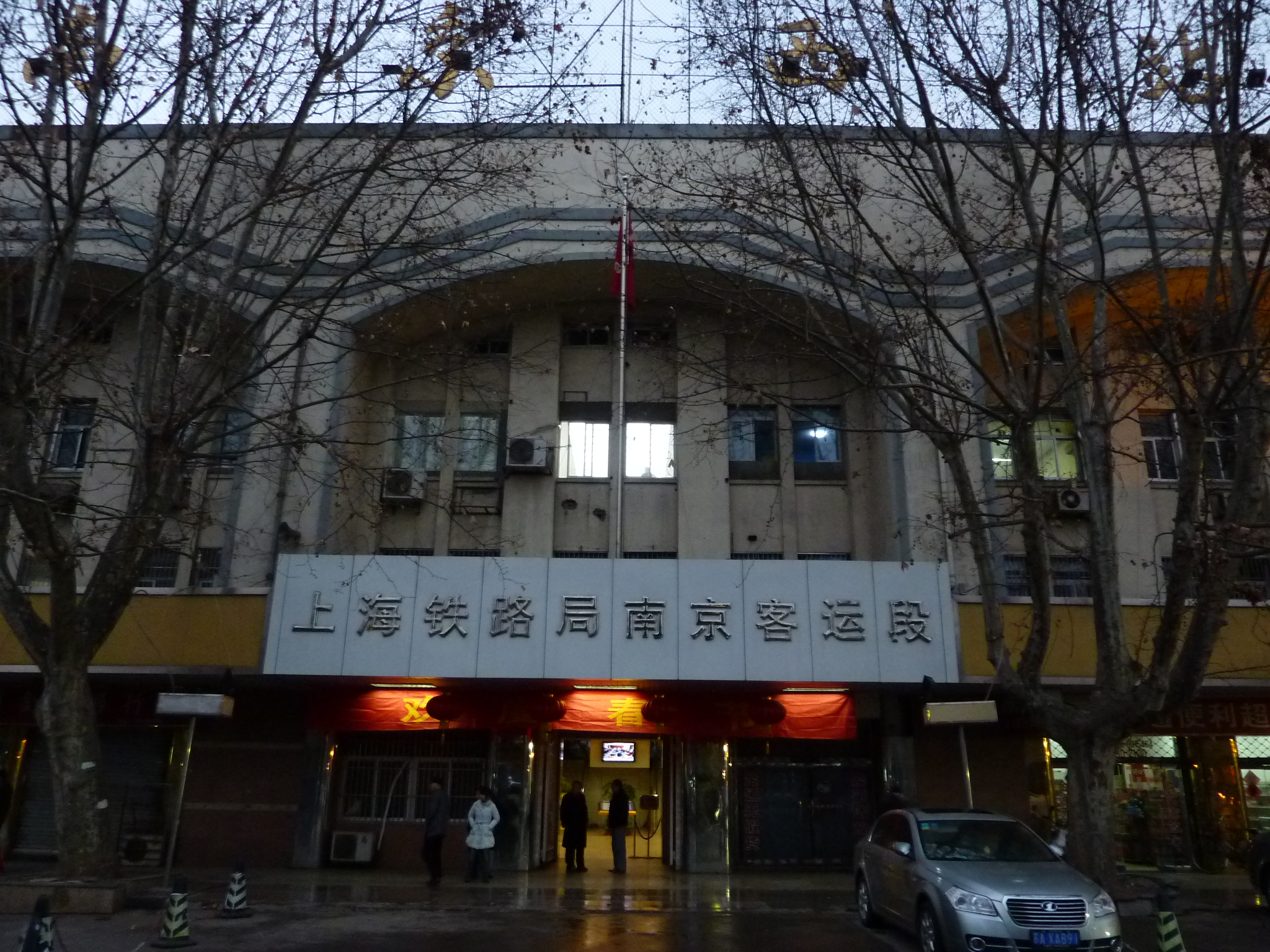
南京客运段机关，位于南京西站

客运段负责管理客运列车乘务人员，旧称列车段。
- 上海客运段
- 南京客运段
- 杭州客运段
- 合肥客运段

- 合肥客运段机关
- 杭州客运段机关
- 位于杭州东站的杭客高铁车队
- 上客京沪高铁车队位于上海虹桥站的出乘点

## 历任领导
沪宁铁路管理局
总办
- 王勳（光绪三十四年（1908年））
- 施肇曾（光绪二十四年（1908年））
- 钟文耀（光绪三十四年（1908年））
- 钟文耀（宣统元年（1909年）—宣统二年（1911年））[38]

沪宁、沪杭甬铁路管理局
| 局长 - 钟文耀（1912年1月—1916年4月） - 孙多鈺（1916年4月—1916年8月） - 钟文耀（1916年8月—1917年4月） - 江绍沅（1917年4月—1917年6月） - 周万鹏（1917年6月—1917年7月） - 任传榜（1917年7月—1920年9月） - 赵庆华（1920年9月—1921年6月） - 任传榜（1921年6月—1924年12月） - 沈成栻（1924年12月—1926年4月） - 任传榜（1926年4月—1927年2月） | 副局长 - 司徒锡（1926年4月—1927年2月） |

京沪、沪杭甬铁路管理局
| 局长 - 周志诚（1927年2月—1927年2月） - 孙鹤皋（1927年2月—1927年5月） - 李垕身（1927年5月—1928年12月） - 蔡增基（1928年12月—1929年9月，铁道部司长兼领） - 胡继贤（1929年9月—1930年2月，铁道部司长兼领） - 刘维炽（1920年2月—1931年4月，铁道部司长兼领） - 罗津辉（1931年4月—1931年8月） - 郭承恩（1931年8月—1932年2月） - 陈兴汉（1932年2月—1932年12月） - 黄伯樵（1932年12月—抗日战争日军占领上海） | 副局长 - 王时（1927年2月—5月） - 吴绍曾（1932年12月—抗日战争日军占领上海） |

华中铁道株式会社
总裁
- 上林市太郎（1939年4月30日—？）[38]

华中铁道股份有限公司
总裁
- 郑洪年（1940年3月30日—抗日战争胜利）[38]

华中铁路管理委员会
主任
- 陈伯荘（1945年10月1日—1946年2月）[38]

京沪区铁路管理局
局长
- 陈伯荘（1946年3月—1948年11月）
- 王兆槐（1948年12月—？）
- 陈福海（？—1949年5月中国人民解放军占领上海，代局长）[38]

江南铁路管理局
| 局长 - 黄逸峰（1949年6月—7月） 副局长 - 赵锡纯（1949年6月—7月） | 党委书记 - 黄逸峰（1949年6月—7月） - （1949年6月—7月） |

上海铁路管理局
| 局长 - 黄逸峰（1949年8月—9月） - 徐雪寒（1949年9月—1952年3月） - 谭光廷（1952年4月—12月，政治委员兼局长） - 林岩（1952年12月—1958年2月） - 马钧（1958年3月—1959年5月） 副局长 - 赵锡纯（1949年8月—1949年9月） - 栗培元（1949年10月—1951年1月） - 萧卫国（1950年6月—1959年5月） - 林岩（1950年8月—1952年12月，代副局长） - 吴良珂（1951年9月—1952年12月） - 马钧（1952年12月—1958年2月） - 吴亚雄（1953年1月—1953年7月） - 钟皿浪（1953年2月—1953年10月） - 李明哲（1953年6月—1959年5月） - 石磊（1953年10月—1958年12月） - 樊西曼（1954年8月—1956年6月） - 刘白涛（1954年10月—1955年4月） | 党委书记 - 黄逸峰（1949年8月—1949年9月） - （1949年8月—1949年9月） - 谭光廷（1949年9月—1952年12月） - 林岩（1953年1月—1959年5月） 党委副书记 - （1953年1月—1954年6月） - 邵光华（1956年4月—1959年5月） - 马钧（1957年11月—1959年5月） - 陈晋（1957年11月—1958年8月） 政治委员 - 谭光廷（1949年8月—1952年12月） |

上海铁路总局
| 局长 - 林岩（1959年6月—1960年2月） - 邵光华（1960年3月—1963年4月） 副局长 - 马钧（1959年5月—1961年6月） - 萧卫国（1959年6月—1959年8月） - 李明哲（1959年6月—1963年4月） - 吕明（1960年3月—1963年4月） - 李振江（1960年3月—1962年5月） - 王汉升（1960年3月—1963年4月） - 黄旭（1961年6月—1963年4月） | 党委书记 - 林岩（1959年6月—1963年4月） 党委副书记 - 邵光华（1959年6月—1963年4月） - 马钧（1959年6月—1960年10月） - 陈晋（1961年4月—1963年4月） - 江洪涛（1960年3月—1963年4月） - 王文彪（1960年3月—1963年4月） 政治委员 - 林岩（1961年2月—1963年4月，党委书记兼政治委员） 副政治委员 - 陈晋（1961年2月—1963年4月） |

上海铁路局
| 局长 - 邵光华（1963年4月—1967年1月） - 李云龙（1968年5月—1976年10月，革命委员会主任） - 黎波涛（1979年5月—1983年4月） - 韩杼滨（1984年6月—1990年5月） - 张龙（1990年5月—1994年） - 邓金华（1994年11月—1995年7月，党委书记兼局长；1995年7月—1998年4月，局长） - 王兆成（1998年4月—2000年） - 陆东福（2000年11月—2003年7月） - 刘涟清（2003年—2007年5月） - 吴强（2007年5月—2009年3月） - 安路生（2009年3月—2010年5月） - 龙京（2010年5月—2011年7月24日免职） - 安路生（2011年7月—2013年1月） - 郭竹学（2013年1月—2017年5月） - 侯文玉（2017年5月—11月） 副局长 - 李明哲（1963年4月—1967年1月） - 王汉升（1963年4月—1967年1月；1979年12月—1983年4月） - 王亚山（1963年4月—1967年1月，副局长；1977年10月—1979年5月，革命委员会副主任；1979年12月—1982年11月，副局长） - 赵国栋（1963年4月—1967年1月） - 王耘（1963年4月—1967年1月） - 褚庆贲（1968年5月—1976年10月，革命委员会副主任） - 张维（1968年5月—1979年12月，革命委员会副主任） - 傅世而（1968年5月—1976年10月，革命委员会副主任） - 谢鹏飞（1968年5月—1976年10月，革命委员会副主任） - 成国辉（1977年10月—1979年5月，革命委员会副主任；1979年12月—1983年4月，副局长） - 王文彪（1977年10月—1979年5月，革命委员会副主任） - 葛启铨（1977年10月—1979年5月，革命委员会副主任） - 庄林（1979年5月—1982年12月） - 程念樑（1979年12月—1983年4月） - 石磊（1979年12月—1983年4月） - 穆湘泉（1979年12月—1982年10月） - 葛启铨（1979年12月—1984年9月） - 葛步洲（1983年4月—1983年6月） - 胡宝昌（1983年4月—1984年9月） - 秦振中（1983年4月—1987年1月） - 袁铮（1983年8月—？） - 邓金华（1984年9月—1985年9月） - 王兆成（1984年9月—1989年3月） - 王开桂（1984年9月—？） - 张龙（1986年4月—1990年5月） - 邓金华（1989年3月—1990年5月） - 穆开祥（1989年3月—？） - 张春新（1989年6月—？） - 王麟书（1990年9月—？） …… - 俞光耀（？—？） - 张春新（？—？） - 龚道增（？—？） - 应慧刚（？—2017年） - 高静华（2007年3月28日—2008年4月2日） - 池毓敢（2007年3月28日—2017年） - 龙京（2007年9月30日—2008年4月2日） - 王峰（2008年4月2日—2014年4月，常务副局长） - 钱铭（2008年4月2日—2009年1月） - 张骥翼（2009年1月—？） - 张扬（2009年1月—？） - 张憬（2009年1月—2010年4月3日） - 任纪善（2010年4月3日—？，常务副局长） - 何胜利（？—2011年7月24日免职） - 侯文玉（？—2017年5月） - 赵峻（？—？） - 陈勋（？—？） - 孔兆平（？—2014年4月） - 刘建堂（？—？） - 于珏霖（？—2017年） - 汤立新（？—2017年） - 张杰（？—2017年） - 李迎九（？—2017年） | 党委书记 - 赵聪（1963年4月—1967年1月） - 李云龙（1969年11月—1973年4月，党的核心小组组长） - 刘白涛（1973年5月—1983年4月） - 顾云飞（1984年6月—1985年6月） - 周聪清（1985年5月—1989年3月） - 韩杼滨（1989年3月—1990年5月，局长兼党委书记） - 邓金华（1990年5月—1995年7月） - 王汝宽（1995年7月—？） - 杜光远（？—2006年12月29日） - 吴强（2006年12月29日—2007年5月） - 刘涟清（2007年5月—？） - 李嘉（？—2011年7月24日免职） - 黄殿辉（2011年12月—2015年） - 任纪善（2016年2月—2017年11月） 党委副书记 - 邵光华（1963年4月—1967年1月） - 李介夫（1963年4月—1967年1月；1977年3月—1983年4月） - 李云龙（1973年5月—1976年10月） - 金传德（1973年5月—1977年6月） - 姜福根（1975年2月—1977年2月） - 赵聪（1975年11月—1979年12月） - 狄景襄（1975年11月—1977年11月） - 张维（1977年3月—1979年12月） - 黎波涛（1979年4月—1983年4月） - 顾云飞（1983年4月—1984年6月） - 韩杼滨（1983年4月—1989年3月） - 周聪清（1985年2月—1985年9月） - 邓金华（1985年9月—1990年5月） - 陆吴宝（1989年3月—？） - 张龙（1990年5月—？） …… - 陆东福（2000年11月—2003年7月） - 刘涟清（2003年—2007年5月） - 吴强（2007年5月—2009年3月） - 俞宝麟（？—2008年4月2日） - 唐国柱（2008年4月2日—？） - 安路生（2009年3月—2010年5月） - 龙京（2010年5月—2011年7月24日免职） - 安路生（2011年7月—2013年1月） - 郭竹学（2013年1月—2017年5月） - 邹振辉（？—2017年） - 蒋辉（？—2017年） - 牛剑峰（？—2017年） - 侯文玉（2017年5月—11月） 政治委员 - 赵聪（1963年4月—1967年1月） |

中国铁路上海局集团有限公司
| 董事长 - 侯文玉（2017年11月—） | 总经理 - 应慧刚（2017年11月—） | 党委书记 |